# 学習まんが 人間のからだシリーズ
『学習まんが 人間のからだシリーズ』（がくしゅうまんが にんげんのからだシリーズ）は、小学館が1985年1月から1986年3月まで刊行した学習漫画のシリーズ作品。中野昭一・監修、井上大助・作画。全8巻。

## ストーリー・作品概要
パピド星人の少女・ピポパは学校の宿題で他星の生物がどのような身体構造をしているかを調べることになるが、宇宙船・ポシェット号のメインコンピュータであるケペくんの居眠りで当初の予定よりも長時間のコールドスリープ状態に置かれてしまう。ピポパは激怒し、ケペくんに八つ当たりを始めるがそのためにケペくんが宇宙船本体と切り離されてしまい、コントロールを失って地球へ真っ逆さまに墜落。
そして、ポシェット号は天才科学者・神田博士の研究所にある風呂場を直撃。風呂場では博士と孫の少年・ロップ、お手伝いロボットのチョンボ8世が入浴しているところだったが、入浴という風習に馴染みが無いピポパは物珍しさから博士とロップに次から次へと質問を浴びせる。
結局、ピポパはポシェット号の修理が終わるまで研究所へ居候することになるが、この際だからと一石二鳥を狙い地球人のからだの構造を調べることにするのであった。

### 作品概要
全編書き下ろし。当時、小学館から刊行されていた学習漫画のシリーズである「ふしぎシリーズ」とは別に独立したシリーズとして企画された。
1980年代後半から1990年代前半にかけて学校図書館を中心に配架されたため、この当時に小学生であった読者には現在もファンが多いものの絶版となっており、同じ全8巻構成の「学習まんが ドラえもんからだシリーズ」に引き継がれている。

## 登場人物・メカニック
ピポパ
地球人とほとんど変わらない外観を持つパピド星人の少女。学校で他星の生物がどのようなからだの構造をしているか調べるという宿題を出され、愛機・ポシェット号で生物の住む星を探し求めるが不測のトラブルに見舞われ地球へ不時着。ポシェット号の修理が終わるまで神田博士の研究所に居候しながら地球人のからだの構造を調べることにする。性格は明るく、自他とも認めるおっちょこちょい。探究心故に色々やらかすが、地球人のからだの不思議や素晴らしさなど、素直に受け止めていく。
神田博士（かんだはかせ）
天才科学者。パピド星の技術力には及ばないものの物体を小さな別の空間へ転送する装置を始め数多くの発明をしている。現在は研究所で、孫のロップとお手伝いロボット・チョンボ8世と暮らしている。外見は、頭が剥げており、まるでお尻の様な形になっている。(よくネタにされる)可愛いらしく元気なお爺ちゃんで、見た目よりも気が若い。ペロペロキャンディーが好き。
シリーズ全般を通じての案内・解説役。
神田 ロップ（かんだ - ）
神田博士の孫。ピポパと同年代（小学校高学年）。両親は生物学者で、研究のためアフリカに滞在している。元気な男の子で、ピポパの悪ふざけ(ピポパは宿題のため)に巻き込まれて、大変な目に合う事も。神田博士とチョンボ8世と暮らしている。
目黒 アヤ（めぐろ - ）
ロップの同級生で、機転が利く美少女。ロップとボテボテは、アヤのことが好き。とても優しくて可愛らしい女の子だが、意外と腕力があり、怖いものに遭遇すると力を発揮することがある。
大崎 サチコ（おおさき - ）
ロップの同級生で、あだ名は「サッチン」。ツッコミ担当。観察力に優れている。眼鏡をかけたポニーテールの女の子。身体が柔らかく、将来はバレエか、新体操をやってみたいと考えている。
上野 一平（うえの いっぺい）
ロップの同級生で、あだ名は「ボテボテ」。からだの大きな男の子。当初はピポパのことを胡散臭がっていた。最初の人体探険では置いてけぼりにされてしまう。ロップとはよく喧嘩をするが、基本的には仲がいい。野球が得意だが、少々太り気味。恐竜のことに詳しい。
新米 信太郎（あらこめ しんたろう）
テレビ局のリポーター。神田研究所を取材した際に、手違いで縮小したポシェット号が体内に入り込んでしまう。
ダビデ
6巻より登場。ピポパの学校での同級生で、なかなか帰って来ないピポパを迎えに来る。また、ピポパが帰らないのは地球人のせいと勘違いしており、あらゆる方法で地球人をこらしめようとするが、毎回失敗。その度に家を破壊して、ピポパに「家を直しなさい！」と、怒られる。重度の泣き虫。

### メカニック
ポシェット号（ - ごう）
ピポパが搭乗して来た宇宙船。伸縮自在で宇宙空間からミクロの世界まで自由に移動することが可能。
ケペくん
ポシェット号のメインコンピュータ。高度な演算処理能力を誇るが、どこか抜けている。たまにチョンボ8世とお互いの性能について張り合い、口論をする時がある。
ロンちゃん
万能光線銃。武器として使用される機会は少なく、防護膜を張ったり物質の拡大・縮小に使われることが多い。
チョンボ8世（ - はっせい）
神田博士が発明した、ペンギンのような外見のお手伝いロボットで料理上手。ただし、皆でキャンプに行った際に作った料理は味付けの砂糖と塩を間違えてしまうという大失態を犯してしまった事もある。ケペくんと口論することが多い。基本的に物知りだが、時々ど忘れする事もあり、その度に周囲からツッコミが入ったり、神田博士から「嘆かわしい。」と、言われたりしてしまう。
タイミーくん
神田博士が発明した、タイムマシーン。ネコミミのような耳がついた小型のロボット。頂部に穴が空いている。元々タイミーくんは、古くなった道具など新品にする目的で作られ、博士はまさか自分たちが中に入るとは考えてもいなかった。ピポパ達がタイムトラベルする際は、ポシェット号に載って小さくなってからタイミーくんに飛び込む。過去への時間旅行を繰り返して疲れ果てても、最後は根性で現代に戻ってくることができた。

## 書誌情報
| 1. 食べ物のゆくえ - 消化と吸収 2. 流れる血液 - 呼吸・循環・排出 3. 人類の歴史 - 進化 4. からだのつくり - 皮膚・筋肉・骨格 5. 考える・感じる - 脳・神経・感覚 6. からだのはたらき - 健康・成長 7. からだおもしろゼミナール 8. 心とからだなんでも相談室 | 1985年1月初版 ISBN 9784092970014 1985年1月初版 ISBN 9784092970021 1985年8月初版 ISBN 9784092970038 1985年10月初版 ISBN 9784092970045 1985年10月初版 ISBN 9784092970052 1985年12月初版 ISBN 9784092970069 1986年1月初版 ISBN 9784092970076 1986年3月初版 ISBN 9784092970083 |

## 雑記
井上大助は本シリーズの完結後、1989年にくもん出版刊の「人体博士」（ISBN 9784875765158）を、2005年に学研まんが・新ひみつシリーズの一編「からだのひみつ」（ISBN 9784052021930）を執筆している。